# 馬爾伊內 (別里斯拉夫區)
47°28′18″N 33°20′19″E / 47.47167°N 33.33861°E
馬爾伊内（烏克蘭語：Мар'їне）是位於烏克蘭南部的村莊，由赫爾松州別里斯拉夫區的維索科皮利亞市鎮負責管轄。該村面積2.81平方公里，海拔高度23米，2001年人口130，人口密度每平方公里46.3人。